# 影の交渉人 ナニワ人情列伝
『影の交渉人 ナニワ人情列伝』（かげのこうしょうにん なにわにんじょうれつでん）は竹内力主演、萩庭貞明監督によるオリジナルビデオ（OV）のシリーズ。
『難波金融伝・ミナミの帝王』のコンセプトを継承した、大阪・ミナミを舞台にした人情物語であり、ここに事務所を構えるヤメ検・城崎竜二が元犯罪者集団と共にさまざまな事件を解決していくさまを描いた作品である。

## 作品制作の経緯
竹内主演のOV作品「ミナミの帝王」が諸事情によりシリーズ続行が不可能になり、第60作目「土俵際の伝説」以来新作発売がストップしていたが、竹内がいつまでもミナミのファンを待たせるわけにはいかないと思い、自ら立ち上がりこの作品が企画された。
各種設定は一新されているが、法律を駆使して悪者を倒すというコンセプトはそのままである。主演の竹内は、ミナミの帝王が現代版水戸黄門なら影の交渉人は現代版必殺仕事人というイメージを持ちながら脚本作りをしていった、と発言している。

ミナミの帝王を超えることを目標にしており、今後マンガ化も検討されている。なお、主題歌の「闇に吠えろ」は竹内力が過去にインディーズで出した曲であり、偶然、この作品の内容と歌詞が合っていたので新たに録り直し主題歌として使用されている。視聴者が続きを見たくなるようにあえて続きがあるような感じのストーリーにしている。

## ミナミの帝王との相違点
萬田銀次郎はコテコテの大阪弁で舌を巻く感じのしゃべり方でスーツを着てでたばこを吸っていたが、城崎竜二は元検察官ということもあり大阪弁ではあるが、上品なしゃべり方でカジュアルな服装でたばこは吸わない。性格も銀次郎はクールであまり感情をださなかったが、竜二はクールではあるものの、おだやかな一面もあり、笑ったり感情豊かである。ミナミの帝王は銀次郎・舎弟・女性探偵という少人の数設定だったが影の交渉人は竜二・6人の元犯罪者集団という大人数で構成されている。

## キャスト

### メインキャスト
- 城崎竜二:竹内力 元大阪地検特捜部 検察官
- 杉山五郎:桂ざこば 大阪府警 警部補

#### 影の交渉人（ギャングスター）
城崎が過去に送検し、後に更生した元犯罪者集団。
- 小野正義:山口祥行 田所工作所従業員。
- 矢口直人:野村祐人 花屋店長。
- 大村勘太郎:勝矢 劇団員。
- 中上宏:大久保貴光 BAR「GANG STAR」マスター。
- 辛祥基:城明男 クラブ従業員。
- 西森茂:中野裕斗 情報解析担当。

### その他キャスト
- アンドレ 児童養護施設職員。城崎に送検された過去があり、後に更生。
- 下元年世 国土交通省事務次官。自らのゼネコン汚職事件を権力で捜査を打ち切り、城崎がヤメ検になる切っ掛けの人物。
- 梅沢富美男 新栄ファイナンス社長。元・港北建設専務。ゼネコン汚職事件で逃亡していた人物。
- 桑名正博 芹沢エステート社長。新栄ファイナンスと繋がりあり。
- 渋谷天外 田所工作所社長。芹沢エステートに騙される。
- 鶴見辰吾 城崎の大学時代の友人で、国交省事務次官秘書。ゼネコン汚職事件で、一家心中し死亡。
- 金子舞優名 事務次官秘書の娘で、唯一助かった。養護施設で暮らしている。
- 佐川満男 権堂組長。貧困ビジネスでホームレスを食い物にしている。
- 四方堂亘 表向きはホームレス支援NPO所長。権堂組若頭。
- 螢雪次朗 「プロ乞食」。新栄ファイナンス社長の弱みを握っている。
- 芝本正 元銀行支店長。港北建設との土地転がしのゼネコン汚職に絡んでいる。
- 清水綋治 フィクサー的存在。権力に逆らう城崎を説得する。

## シリーズ作品
- 影の交渉人 ナニワ人情列伝 2009年10月発売
- 影の交渉人2 ナニワ人情列伝 「秘密を知る男」 2010年8月発売
- 影の交渉人3 ナニワ人情列伝 「法廷への階段」 2010年9月発売

## スタッフ
- 企画・原案：竹内 力
- 監督：萩庭貞明
- 主題歌：竹内力「闇に吠えろ！」
- 脚本：友松直之
- 音楽：大川タツユキ
- 法律監修：山之内幸夫
- 製作者：石井徹
- プロデューサー：永井拓郎、國松達也
- 制作協力：ギャングスター
- 制作：RIKIプロジェクト
- 製作：東映ビデオ

## 秘話
作品に出てくるマセラティは竹内自身の車であり、大阪ナンバーに変え、使用している。